# 閉ざされた病棟 -DEMENTIUM II-
『閉ざされた病棟 -DEMENTIUM II-』（とざされたびょうとう ディメンティアムツー）は、ニンテンドーDS向けに開発されたサバイバルホラーFPSゲーム。2007年発売のニンテンドーDS向けゲーム『DEMENTIUM 閉鎖病棟』の続編であり、Renegade  Kidが開発し、SouthPeak Gamesが発売（日本版はインターグローが発売）した。
2013年12月17日にはリマスター版がMicrosoft WindowsとMac OS X向けに発売された。

## ゲームシステム
前作に比べて武器や敵の種類が増加し、ジャンプと屈み動作ができるようになったほか、セーブポイントやマップシステムを改善する、敵の復活を廃止するなど、ゲームのプレイ環境も改善されている。
武器はナイフ、リボルバー、スレッジハンマー、ショットガン、アサルトライフル、ダイナマイト、火炎放射器、ネイルガン、レリックがある。アイテムはフラッシュライト、弾薬、アドレナリンショット、ピル、メディキットが存在する。

## ストーリー
本作は、前作『DEMENTIUM 閉鎖病棟』の主人公であるウィリアム・レッドモアがブライトドーン治療センターのベッドで目覚めるところから始まる。その後、警備員によって施設内の監房に連行され、監房内で病院からの脱出を促す自分からのハガキが置かれているのを見つける。突然、ウィリアムの周りの世界が普段とは違う気の狂った姿に変化し、彼はこの変化した現実の中で戦わなければならなくなった。
ウィリアムが施設内を進むにつれ、現実が通常の状態から狂った状態へと時折変化していき、ウィリアムへの指示や助言が書かれた別のハガキも現れる。病院の中でウィリアムと対峙した医師は、ウィリアムの脳を手術した後に狂った現実が現れるようになったことを告げ、ウィリアムの頭から何かが「放出」されたことを示唆した。そして、現実が再び狂ったものへと変わる中で不気味な姿に変貌した医師はウィリアムに向けて敵を放った。その後、ウィリアムは病院からの脱出方法を探し続け、最終的に自分の問診票を見つける。そこにはウィリアムが彼の妻を殺害し、ウィリアム自身は「統合失調症」か未知の精神疾患を患っていると書かれていた。ボイラー室に掘られたトンネルを通って、ウィリアムは病院を脱出する。
病院を脱出したウィリアムは近くの村へと向かうがそこもモンスターが蔓延っていた。モンスターと戦いながら村の中を進んでいくと妻からの手紙とされる様々なメモを見つけたことで、ウィリアムは妻に会うために各地を駆け巡り、彼の娘の墓にたどり着いた。墓から掘り起こした人形を持って妻が待っているはずの教会を訪れたが、教会に妻はおらず別の怪物に襲われる。怪物を倒したウィリアムは、病院に戻って医者を止めるように書かれた新たなはがきを見つける。
病院に戻ると、医師はインターホンを通してウィリアムに話しかけ、ウィリアムの協力が得られないことを嘆く。病院でウィリアムは「苦悶の次元」に閉じ込められた古代の大蛇、マラテスタについて書かれた本のページを見つける。そのページによると、マラテスタは宿主に感染し、その宿主を使って苦悶の次元から抜け出そうとしており、もし次元から抜け出すと大蛇は無敵になるという。ウィリアムは、マラテスタの宿主であることが暗示されている医師に嘲られながらも、「苦悶の次元」へのポータルから中へと入り、中にいた大蛇を倒した。
戦いの後、ウィリアムは普通の部屋で目を覚ました。その部屋を出ようとした際に部屋の鏡に映ったのが自分ではなく、医師の姿だったことに気付く。そして鏡に映った医師が手を伸ばしてウィリアムを鏡の中へと引き込んだ。

## 開発
2009年3月にIGNにティーザー映像が提供され、公式に発表された。このティーザーはブライトドーン治療センターのコマーシャルの役割を果たしていた。
Watshamは2009年10月、『Dementium II』は「これまでに手がけた中で最高のゲーム」と語った。

## 評価
レビューサイトのMetacriticではDS版は「概ね好意的なレビュー」を受けたが、PC版は「概ね不評なレビュー」を受けた。日本ではDS版が2010年9月30日に発売され、ファミ通は8/7/7/8で40点中30点と評価した。